# شلینگ وود
شلینگ وود (به هلندی: Schellingwoude) یک منطقهٔ مسکونی در هلند است که در Amsterdam واقع شده‌است.